# آبوت هول بريسبان
آبوت هول بريسبان (4 ديسمبر 1804 - 28 سبتمبر 1861) هو شخصية بارزة في كارولينا الجنوبية، تضمنت إنجازاته مهنة عسكرية عظيمة، وأعمالًا هندسية، إضافةً لكونه أستاذًا، ومؤلفًا لرواية ملهمة للروم الكاثوليك، وفي النهاية، عند التقاعد، مالك مزرعة للعبيد قبل الحرب الأهلية الأمريكية.

## العائلة
ولد آبوت هول بريسبان ابنًا لجون س. بريسبان في 4 ديسمبر 1804. رغم شهرته بتفانيه في الكاثوليكية الرومانية ، كان آبوت اسمًا تقليديًا في عائلته وليس لقبًا كنسيًا.
في 26 مارس 1829، تزوج من أدلين إي. وايت، التي ولدت في تشارلستون في 17 يناير 1807، ابنة الرسام المتميز جون بليك وايت. كان لديهم ابن واحد، مات في سن الطفولة، وسبب فقدان الابن جرحًا لا يندمل لوالده. وفقًا لأحد أفراد الأسرة، نتيجة للراحة والاستشارة التي تلقوها من الأسقف جون إنغلاند بعد هذه المأساة، تحول كل من جون وأديلين إلى الكاثوليكية الرومانية. يعزو الباحث الذي أعاد النظر في هذه القضية بعد 170 عامًا تحوله إلى إعجابه بالكاثوليك الأيرلنديين الذين خدموا معه في حرب السيمينول. نظرًا لأن معاداة الكاثوليكية كانت في ارتفاع مستمر في ثلاثينيات وأربعينيات القرن التاسع عشر، كان هذا التحول -الذي ظلوا مخلصين له حتى نهاية حياتهم- ملحوظًا بشكل خاص.
رغم أنه لم يحظى بأطفال من الذين نجوا حتى سن البلوغ، كتبت ابنة أخت بريسبان ماري كاثرين بريسبان هيكس (1832–1913) ملخصًا موجزًا عن حياته. يكشف تقرير حياتهما الزوجية عن علاقة حميمة ومتوازنة للغاية مع أديلين الهادئة واعتماده على ذاته كرجل ولديه معنويات جيدة لانتشال بريسبان من الاكتئاب. كان يناديها دائمًا بلقب زوجتي أنا، وكانت تناديه السيد بريسبان كما فعلت معظم الزوجات في ذلك الوقت في تشارلستون. لا أعرف ما هي العادة في مكان آخر، لحسن حظه أنه مات قبل بضع سنوات من موتها بعد بدء الحرب الأهلية عام 1861. أنا واثقة من أنه لم يكن ليعيش بدون حبها الذي يحميه. كتب هيكوكس أن بريسبان كان على وشك الانخراط في حرب الانفصال -الحرب الأهلية الأمريكية- التي بدأت قبل وفاته.
بعد وفاة بريسبان، سافرت أرملته أولاً إلى ألباني لتسوية الشؤون المالية للعائلة. في عام 1870، عادت أديلين إلى ساوث كارولينا في دير أورسولين في مدينة كولومبيا. رغم إفادة بعض المصادر أنها أصبحت راهبة، إلا أن ابنة أختها قالت إن خالتها كانت تعيش هناك فقط دون نذر: «فكرت في ارتداء الحجاب الأسود، لكنني لست متأكدة من أنها فعلت ذلك. سمعنا بعد ذلك أنها لم ترتديه». ومع ذلك، فقد كتب مؤرشف أبرشية في عام 2002 عن وجود سجلات تشير إلى أن أدلين إي. وايت بريسبان نذرت في أورسولين بعد عودتها عام 1870، وأصبحت الأخت بورجيا حتى وفاتها في عام 1872.

## المسيرة المهنية
في عام 1821، تقدم آبوت هول بريسبان بطلب وقُبلته الأكاديمية العسكرية الأمريكية، المعروفة الآن باسم ويست بوينت. في عام 1825، في سن 21، تخرج. في الفوج الثالث من مدفعية متطوعي كارولينا الجنوبية، رُقي ليصبح الملازم الثاني آبوت بريسبان، في 1 يوليو 1825. استقال من تلك الخدمة في 1 يناير 1828.
أصبح عقيدًا لمتطوعي ساوث كارولينا في 7 فبراير 1836. ثم خدم في فلوريدا في حروب السيمينول تحت قيادة الجنرال سكوت. في حملة 1835-1836، شارك في مناوشة في توموكا في 10 مارس 1836، والتي كان لها تأثير إيجابي قوي على سمعته. رُقي إلى رتبة عميد عندما عاد إلى تشارلستون. أنهى تطوعه بشرف في 7 مايو 1836.
أمضى أربع سنوات كمهندس إنشاءات للسكك الحديدية المقترحة تشارلستون وسينسيناتي. في عام 1841، سافر شمالًا إلى نيويورك لتوظيف عمال إيرلنديين لخط فلينت وأوكموليغي في سافانا بجورجيا، ووعدهم براتب جيد؛ 2.25 دولارًا في اليوم. دُفعت أجور العمال بإيصالات لا يمكن تصريفها إلا في متاجر الشركة؛ لتسريع المشروع، كانت بريسبان بحاجة إلى النقد. للحصول عليه، اقترب من الأسقف جون هيوز من نيويورك والأسقف إغناتيوس أ. رينولدز من تشارلستون للحصول على قروض، بالإضافة إلى الدعم من مدينة سافانا. رغم أن وصول بعض الأموال كان وشيكًا، أدى عدم إحراز أي تقدم بحلول عام 1843 إلى تراجع هيوز عن التزامه. ترك هذا التراجع بريسبان بلا شيء يدفعه للعمال الذين أخذوه وزوجته رهائن في مقصورتهما حتى أنقذهم فرسان مسلحون.